# Borut (Chorwacja)
Borut – wieś w Chorwacji, w żupanii istryjskiej, w gminie Cerovlje. W 2011 roku liczyła 213 mieszkańców.